# Geoff Strong
Geoffrey Hugh „Geoff“ Strong (* 19. September 1937 in Kirkheaton; † 17. Juni 2013 in Southport) war ein englischer Fußballspieler. Gleichsam offensiv und defensiv zumeist auf den linken Seite eingesetzt, hatte er zu Beginn der 1960er-Jahre eine erfolgreiche Zeit beim FC Arsenal, bevor er mit dem FC Liverpool 1965 den englischen Pokal und 1966 die heimische Meisterschaft gewann.

## Sportlicher Werdegang
Strong war bereits als Schüler der Newburn Hall School in Kirkheaton – in der Nähe von Newcastle gelegenen – erfolgreich. Dabei bekleidete er zumeist die Position des Außenläufers und bestritt daneben zwei Auswahlspiele für Northumberland als Halbstürmer. Als er im Alter von 15 Jahren die Schule verließ, um eine Ausbildung zum Maschinenschlosser zu beginnen, verlor er sein sportliches Hobby aus den Augen und trat 18 Monate nicht mehr gegen den Ball. Erst als sein Ausbilder eines Abendkurses von seinem Talent erfuhr, frönte er wieder dem Fußball und ließ sich zu den Throckley Juniors vermitteln, wo er nach kurzer Zeit auch das Amt des Mannschaftskapitäns übernahm. Mit Beginn der Volljährigkeit wechselte er dann in die Northern League zu Stanley United. Obwohl ihn dort Scouts von Profivereinen schnell „auf dem Radar“ hatten und Angebote aus Wolverhampton und Middlesbrough eingingen, stellte ihn es zunächst zufrieden, nur unterklassig zu spielen und den Schwerpunkt auf seinen erlernten Beruf zu legen. Erst eine Offerte des FC Arsenal aus London veranlasste ihn zum Wechsel in die Hauptstadt.
Zunächst nur als Amateurspieler verpflichtet, bewies er sich schnell in der Reservemannschaft von Arsenal und im Alter von 19 Jahren unterzeichnete er einen Profivertrag. Er erwies sich auf Anhieb als Verstärkung im Offensivspiel der „Gunners“. Mit seinen Stärken, die in der Schnelligkeit, Beidfüßigkeit, Einsatzbereitschaft und Kopfballstärke lagen, wurde er nach seinem Treffer beim Debüt gegen Newcastle United (5:0) im September 1960 zu einer Konstante im Sturm. Besonders mit dem 1962 zusätzlich verpflichteten Joe Baker harmonierte er gut und in der Saison 1962/63 schossen beide zusammen 52 Tore. Im Jahr darauf erhöhten sie die Ausbeute sogar auf 56 Treffer. Da sich Strong mit seiner Lebensgefährtin jedoch in London niemals heimisch gefühlt hatte, zog es ihn zurück in den Norden. Mit dem amtierenden Meister FC Liverpool fand sich ein adäquater Interessent, so dass er im November 1964 zu den von Bill Shankly trainierten „Reds“ wechselte. Arsenal konnte den sportlichen Verlust nur schwer verkraften und rutschte in der Folgezeit in der Tabelle ab, was wiederum Billy Wright den Trainerposten kostete.
Strong hatte bereits zum Auftakt der Saison 1964/65 in Anfield gespielt und für Arsenal getroffen. In der Woche vor seinem Liverpool-Wechsel schien man sich schon mit Aston Villa geeinigt zu haben, aber Strong selbst hatte letztlich nicht zugestimmt. Nun sollte er in erster Linie den ernsthaft verletzten Stürmer Alf Arrowsmith ersetzen. Da Strong aber vielseitig einsetzbar war, kam dies Trainer Shankly gelegen. Als Kehrseite der Medaille stellte sich jedoch heraus, dass er im Kader nur zum erweiterten Kreis gehören würde und häufig nicht zum Einsatz kam. Als der FC Liverpool 1965 den FA Cup gewann, vertrat er jedoch beim Finalsieg gegen Leeds United den verletzten linken Außenläufer Gordon Milne. Auch im dramatischen Halbfinale gegen Inter Mailand im Europapokal der Landesmeister kam er defensiv zum Zuge. Dass er als ehemals erfolgreicher Arsenal-Stürmer keinen Platz in der Offensive fand, lag auch an der hochkarätigen Konkurrenten wie 
Ian St. John und Roger Hunt. Auch in der Meistersaison 1965/66 war Strong kein Stammspieler und bestritt nur knapp mehr als die Hälfte der 42 Ligapartien, zumeist als Ersatz für Milne bzw. auch als Vertretung von Roger Hunt. Weithin beachtet wurde sein Tor im Halbfinale des europäischen Pokalsiegerwettbewerbs gegen Celtic Glasgow, das ihm trotz einer Verletzung per Kopf gelang. Der Treffer, der den Weg zum Endspiel ebnete, veranlasste den bekannten BBC-Kommentatoren Kenneth Wolstenholme zu dem berühmten Ausruf „Der Krüppel hat getroffen“ (The cripple has scored). Im Finale selbst fehlte Strong dann wieder. Seine beste Zeit in Liverpool erlebte er dann in der Spielzeit 1966/67. Als Linksaußen verpasste er nur sechs Ligapartien und schoss zwölf Tore. Trotz dieses Erfolgs setzte ihn Shankly in der anschließenden Saison 1967/68 wieder nur sporadisch ein. Erst als Linksverteidiger Gerry Byrne seinen Verletzungen endgültig Tribut zollen musste, gelang es Strong wieder, sich auf einer Position festzuspielen. Obwohl mit Peter Wall bereits ein potentieller Byrne-Nachfolger bereitstand, behielt Strong fast zwei Jahre lang seinen Platz in der Mannschaft. Erst die enttäuschende FA-Cup-Niederlage im Februar 1970 gegen den FC Watford sorgte für personelle Konsequenzen. Strong zählte zu den aussortierten Spielern und so absolvierte er nur noch fünf weitere Partien für Liverpool – die letzte gegen den späteren Meister und Lokalrivalen FC Everton. Im Sommer 1970 verließ er Liverpool in Richtung Coventry City und nach einem weiteren Jahr beendete er seine sportliche Laufbahn.
Nach der aktiven Karriere betrieb er ein Hoteleinrichtungsunternehmen und besaß gemeinsam mit seinem Ex-Mitspieler Ian Callaghan eine Gaststätte. Im Alter von 75 Jahren verstarb er an den Folgen seiner Alzheimer-Krankheit in einem Pflegeheim in Southport.

## Titel/Auszeichnungen
- Englische Meisterschaft (1): 1966
- Englischer Pokal (1): 1965
- Charity Shield (2): 1965 (geteilt), 1966